# Fêtes religieuses romaines
Dans la Rome antique, les fêtes religieuses romaines, manifestations vivantes de la religion, sont inscrites dans le calendrier. On dénombrait seulement 55 jours ouvrables, les autres jours étant des fêtes religieuses et autres occasions de se réjouir en célébrant les dieux.
Les fêtes publiques (feriae publicae) sont, pour la plupart, fixes (stativae), les autres étant mobiles (indictivae) ou exceptionnelles (imperativae).
- Les fêtes exceptionnelles (en latin : feriae imperativae ; parfois, en français : fêtes ou féries impératives) sont suscitées par des occasions inopinées, comme les vœux ou (la procuratio) des prodiges.
- Les fêtes mobiles (en latin : feriae conceptivae ; parfois, en français : fêtes ou féries conceptives) sont, pour leur majeure part, liées à la vie agricole et ont lieu, chaque année, à une date fixée par les prêtres et les magistrats.
- Les fêtes fixes (en latin : feriae stativae ; parfois, en français : fêtes ou féries statives) ont lieu, chaque année, à jours fixes. Ce sont elles qui sont notées dans les calendriers gravés qui nous sont parvenus.

À chaque étape de la vie de la cité correspondait une fête. Les Romains célébraient une fête presque un jour sur deux : les fêtes donnaient lieu soit à des cérémonies avec sacrifices, soit à des rites souvent étranges et obscurs, soit à des jeux.
Il y avait à Rome, dès l'époque républicaine, 45 jours de fêtes religieuses et une soixantaine de jours de jeux publics. Sous l’Empire, il y aura jusqu'à 175 jours de fêtes célébrant l'anniversaire des empereurs romains, voire de leur famille. Les Fastes d'Ovide, sans doute rédigés un peu après l’an 1, sont une source majeure pour la connaissance des fêtes des six premiers mois de l'année, la seonde moitié de son ouvrage étant perdue.

## Principales cérémonies religieuses et publiques

### Janvier (Januarius)
- Début janvier : Strena (étrennes).
- 9 janvier : première Agonalia, en l'honneur du dieu Janus, qui a donné son nom au mois et que les Romains priaient pour connaître son avis.
- 11 ou 15 janvier : Compitalia : fête en l'honneur des dieux Lares des carrefours.
- 11 et 15 janvier : Carmentalia : fête en l'honneur de l'ancienne oracle Carmenta.
- 24 au 26 janvier : Première partie des Sementivae ou Feriae Sementivae ou Sementina dies, en l'honneur de Tellus : fête des semences.
- 27 janvier : anniversaire de la dédicace par Tibère du temple à Castor et Pollux[2].

### Février (Februarius)
- 13 au 22 février : Parentalia, fête des Mânes des ancêtres.
- 13 au 15 février : Lupercales : fête de purification et de fécondité célébrant Faunus Lupercus.
- 17 février : Quirinalia, en l'honneur de Quirinus et Fornacalia en l'honneur de Fornax.
- 21 février : Feralia : fête en l'honneur des Mânes. Pendant ces fêtes la célébration des mariages est interdite.
- 22 février : Caristia : fête durant laquelle la famille se réunit, d'après Ovide, "Après avoir honoré la sépulture des siens, après avoir donné un souvenir à ceux que nous avons perdus il est doux de se rapprocher aussitôt de ceux que nous possédons; après avoir pleuré ceux qui ne sont plus, nos yeux aiment à se reposer sur ceux qui survivent, et à compter combien de parents il nous reste encore". (Fastes, II, 617-638)
- 23 février : Terminalia : rite agraire concernant les bornes des champs (en l'honneur du dieu Terminus).
- 27 février : Equiria

### Mars (Martius)
- 1er mars :
  - Matronalia : fête des mères (matrones).
  - Nouvel An romain.
  - Feriae Marti en l'honneur du dieu Mars.
  - Renouvellement du Feu sacré de Rome (voir Vesta).
- 14 mars : Mamuralia : fête des forgerons.
- 15 mars : Equiria : fête de la purification des chevaux en l'honneur du dieu de la guerre.
- 17 mars : Liberalia : fête du printemps en l'honneur du dieu Liber. C'est au cours de ces fêtes qu'a lieu la prise de la toge virile par laquelle, vers l'âge de 17 ans, le jeune garçon devient adolescent.
- 19 mars : Quinquatrus : purification de l'armée au Champ de Mars ; sacrifice d'un taureau.
- 23 mars : Tubilustrium : cérémonie marquant le début de la saison guerrière.
- 25 mars : Hilaria : fêtes en l'honneur de Cybèle.

### Avril (Aprilis)
- 4 - 10 avril : Jeux Megalenses : Organisés par les édiles curules, ces jeux du cirque (courses de chars, théâtre) ont lieu en l'honneur de Cybèle.
- 12 - 19 avril : Jeux de Cérès : organisés par les édiles de la Plèbe; ces jeux comprennent une grande procession et des jeux du cirque (à l'occasion de ces jeux, tous les participants s'habillent en blanc).
- 15 avril : Fordicidia : chacune des trente curies immole, sur le mont Capitole, une génisse pleine.
- 21 avril : Parilia : fête en honneur de la déesse Palès, commémorant la fondation de Rome. Au cours de cette fête, les bergers allument de grands feux de paille et de broussaille, à travers lesquels ils sautent, répétant le rite de purification du peuple effectué par Romulus.
- 23 avril : Vinalia priora, fêtes du vin nouveau.
- 25 avril : Robigalia : fête en l'honneur du soleil. Sacrifice d'un chien au pelage roux, symbole de l'éclat du soleil.
- 28 avril - 3 mai : Floralies : instituées en 173, par les édiles curules en l'honneur de la déesse Flore. C'est une fête de débauches à laquelle participent les courtisanes.

### Mai (Maius)
- 28 avril - 3 mai : Floralies : instituées en 173, par les édiles curules en l'honneur de la déesse Flore. C'est une fête de débauches à laquelle participent les courtisanes.
- 9 - 14 mai : Lemuria : fête pour conjurer les revenants (lémures).
- 14 ou le 15 mai : les Argei sont des fêtes religieuses archaïques.
- 23 mai : Tubilustrium : second temps de la cérémonie marquant le début de la saison guerrière.

### Juin (Junius)
- 9 juin : Vestalia, en l'honneur de Vesta.
- 11 juin : Matralia, en l'honneur de Mater Matuta, la mère du matin, déesse de l'Aurore.
- juin - juillet (tous les 4 ans) : Agon Capitolinus : jeux institués en 86 par l'empereur Domitien et consacrés aux concours littéraires et musicaux.
- 24 juin : Fors Fortuna, divinité allégorique du hasard et de la bonne fortune

### Juillet (Julius)
- juin - juillet (tous les 4 ans) : Agon Capitolinus : jeux institués en 86 par l'empereur Domitien et consacrés aux concours littéraires et musicaux.
- 6 - 13 juillet : Jeux apollinaires en honneur d'Apollon : institués en 208 av. J.-C. au cours de la deuxième guerre punique. Représentations scéniques et jeux de cirque organisés par le préteur urbain.
- 15 juillet : Transvectio equitum, fête de Castor et Pollux.
- 19 - 21 juillet : Lucaria : fête concernant les travaux de déboisement.
- 23 juillet : Neptunalia : fête en l'honneur de Neptune, patron des eaux de surface, lacs et cours d'eau.
- 25 juillet : Furrinalia : fête en l'honneur de l'archaïque Furrina, patronne des eaux souterraines et du creusement des puits.

### Août (Augustus)
- 13 août : Diane Aventine : fête de Diane sur la colline de l'Aventin.
- 19 août : Vinalia rustica, inaugurant les vendanges.
- 21 août : Jeux consuales : organisés par les édiles curules en l'honneur du dieu agraire Consus. Commémoration de l'enlèvement des Sabines.
- 23 août : Volcanalia : fête de Vulcain. C'est la fête de la moisson, conjuration des incendies.
- 27 août : Volturnalia : fête en l'honneur de Vulturnus ou Volturnus.

### Septembre (September)
- 2 septembre (tous les cinq ans) : jeux commémorant la victoire d'Actium, institués par Auguste.
- 6 septembre les Furies, qui étaient célébrées à Rome le 6e jour des calendes de septembre. Virgile en dénombrait trois, filles de Gaia et Ouranos[3].
- septembre : Grands jeux romains : Jeux institués par Tarquin l'Ancien en l'honneur de Jupiter (processions, courses, jeux du cirque, Equorum probatio le 14 septembre).

### Octobre (October)
- 1er octobre (calendes d'octobre) : Tigillum Sororium, fête de purification des soldats démobilisés.
- 5 - 12 octobre : Augustalia : fête en l'honneur d'Auguste.
- 11 octobre : Meditrinalia : fête des vendanges.
- 13 octobre : Fontinalia : fête en l'honneur de Fontus, dieu des sources et des eaux courantes.
- 15 octobre (ides d'octobre) : October Equus : fête à caractère martial et royal :on organise une course de chars et l'on immole le cheval qui est situé à la droite de l'attelage du vainqueur. Le sang de sa queue est versé sur le foyer de la Regia.
- 19 octobre : Armilustrium : purification des armes marquant la fin de la saison de la guerre.

### Novembre (November)
- 4 - 17 novembre : Jeux plébéiens : organisé par les édiles de la plèbe. Cirque, théâtre.
- 24 novembre - 25 décembre : Brumalia : fête dédiée à Bacchus et instituée par Romulus. Prophéties sur l'hiver.

### Décembre (December)
- 3 au 4 décembre : Bona Dea (« La bonne déesse »), fête en l'honneur de la fille ou de la femme du dieu Faunus, réservée aux femmes, pour invoquer la fertilité et la santé féminines.
- 5 décembre : Faunalia, fête paysanne en l'honneur du dieu Faunus.
- 11 décembre : Agonalia ou Agonia, fête en l'honneur du dieu solaire Sol parfois identifié à Janus.
- 13 décembre : fête locale en l'honneur de Tellus, célébrée sur la colline de l'Esquilin.
- 15 décembre : Jeux consuales, fête en l'honneur du dieu Consus.
- 17 au 23 décembre : Saturnalia, fête du solstice d'hiver. Au moment des Saturnales, les classes sociales se mêlent, les esclaves commandent à leurs maîtres et la plus grande licence règne.
- 18 décembre : Eponalia, fête en l'honneur de la déesse gallo-romaine Epona, protectrice des chevaux.
- 19 décembre : Opalia, fête en l'honneur de Ops, déesse romaine de l'abondance.
- 21 décembre : Divalia ou Angeronalia, fête en l'honneur d'Angerona, déesse qui guérit de la douleur et de la tristesse et qui protège Rome.
- 23 décembre : Larentalia, fête en l'honneur de Larenta, Larunda, Lara ou Tacita, déesses de la mort et du silence.
- 25 décembre : Dies Natalis Invicti Solis (« Jour de renaissance du Soleil Invaincu »), fête en l'honneur de Sol Invictus.

## Le déroulement des cérémonies
Les Romains attachaient une grande importance à l’observation rigoureuse des rites : un oubli, une négligence, obligeait à recommencer toute une cérémonie.
Prières, vœux et sacrifices étaient les pratiques ordinaires des fidèles.
Le culte d’un dieu se célébrait devant son temple, autour d’un autel ou en plein air.